# Auchenipterichthys
Auchenipterichthys es un género de peces actinopeterigios de agua dulce, distribuidos por ríos de Brasil y Perú en la cuenca fluvial del río Amazonas.

## Especies
Existen cuatro especies reconocidas en este género:
- Auchenipterichthys coracoideus (Eigenmann y Allen, 1942)
- Auchenipterichthys longimanus (Günther, 1864)
- Auchenipterichthys punctatus (Valenciennes, 1840)
- Auchenipterichthys thoracatus (Kner, 1858)